# 伯门基希
伯门基希是德国巴登-符腾堡州的一个市镇。总面积51.09平方公里，总人口5568人，其中男性2890人，女性2678人（2011年12月31日），人口密度109人/平方公里。